# Heřmanický rybník
Heřmanický rybník este o arie protejată (arie specială de conservare — SAC, sit de importanță comunitară — SCI) din Republica Cehă întinsă pe o suprafață de 477,22 ha, integral pe uscat.

## Localizare
Centrul sitului Heřmanický rybník este situat la coordonatele 49°52′44″N 18°20′19″E / 49.878889°N 18.338611°E.

## Înființare
Situl Heřmanický rybník a fost declarat sit de importanță comunitară în aprilie 2005 pentru a proteja 1 specie de animale. Situl a fost protejat și ca arie specială de conservare în iulie 2013.

## Biodiversitate
Situată în ecoregiunea continentală, aria protejată nu include niciun habitat protejat.
La baza desemnării sitului se află o specie protejată de  amfibieni: triton cu creastă (Triturus cristatus).